# Hubertusorden

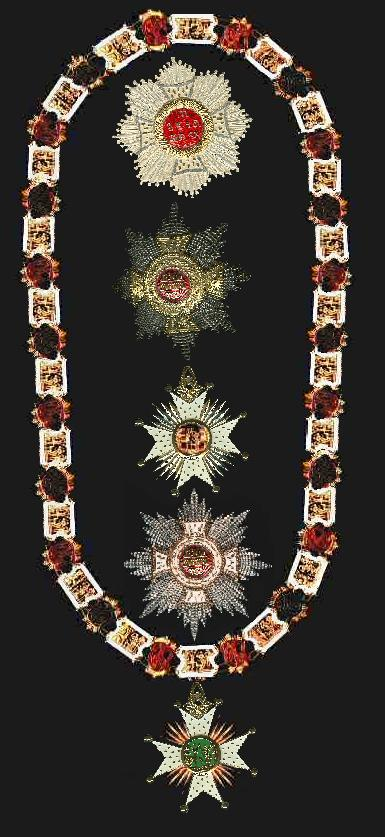
Die Collane und verschiedene Bruststerne des Ordens

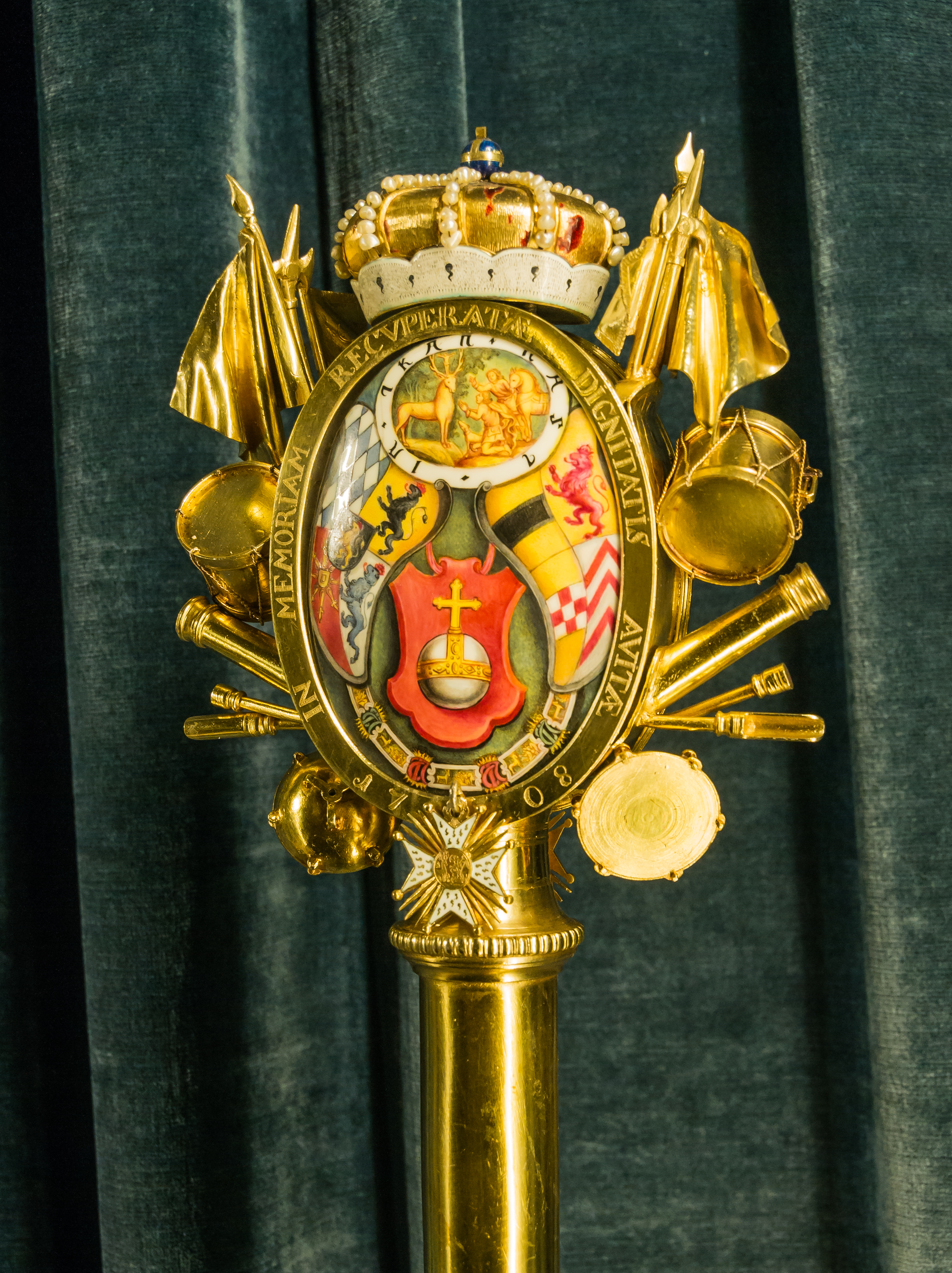
Spitze des Großmeisterszepters

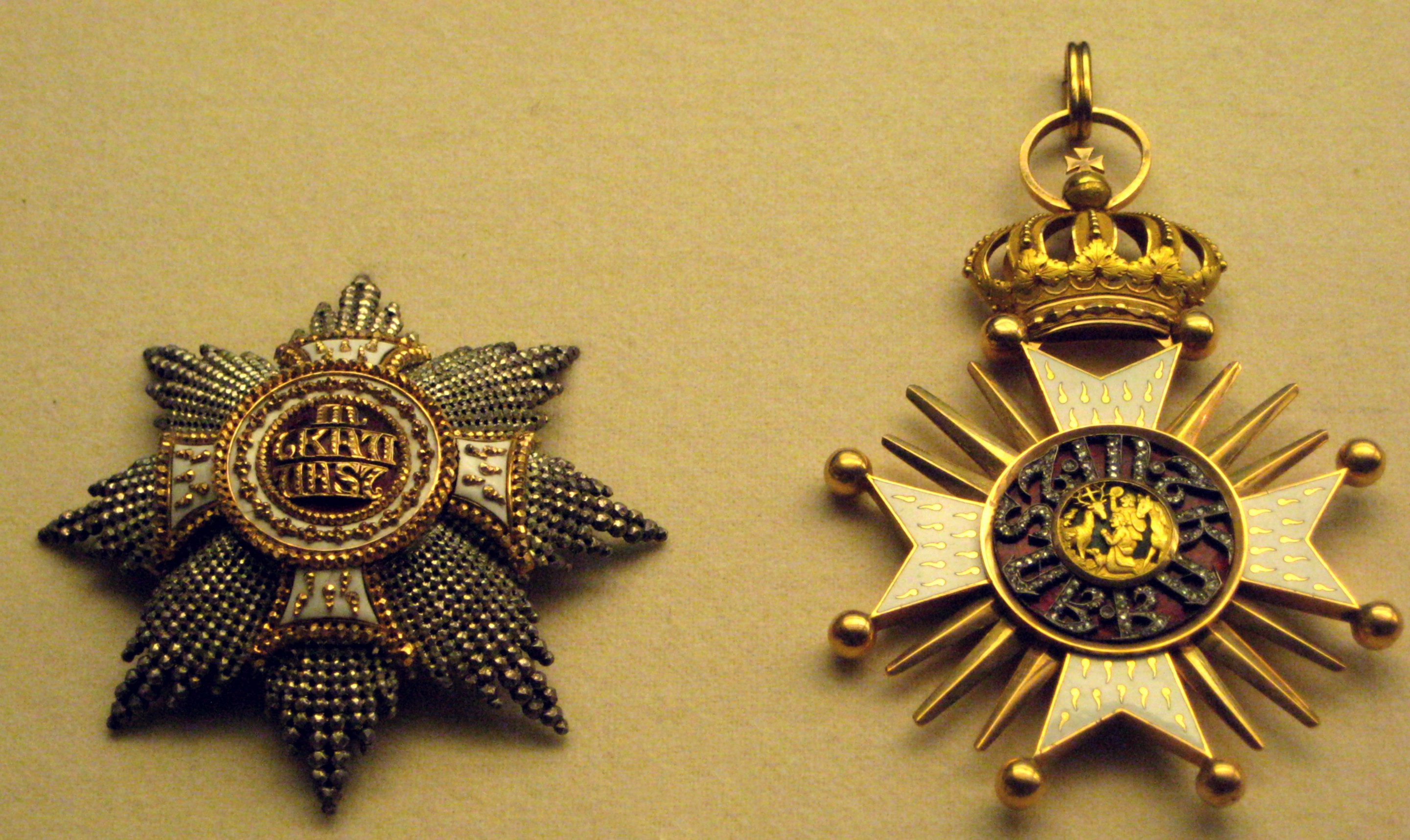
Stern und Orden aus Bayern, frühes 19. Jahrhundert

Ordensband

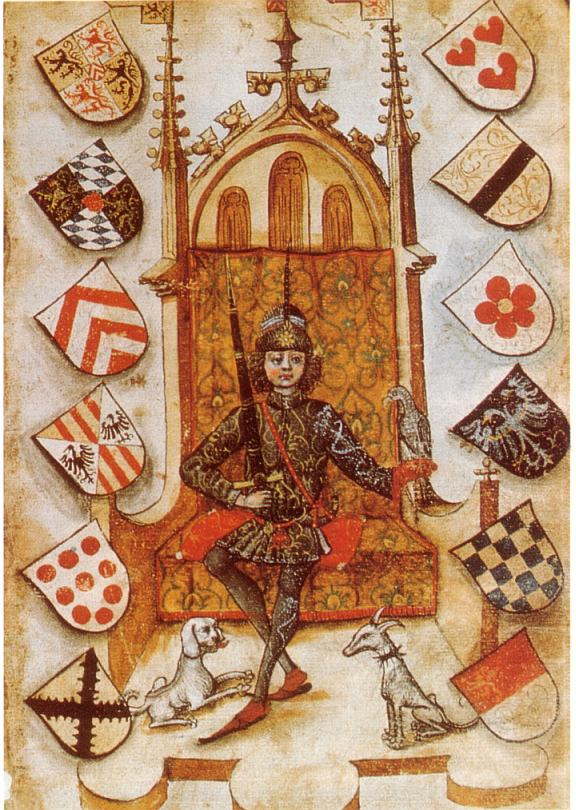
Ordensstifter Herzog Gerhard II. von Jülich-Berg auf einer Miniatur aus dem Heroldsbuch des Hubertusordens

Der Orden des Heiligen Hubertus (kurz Hubertusorden, auch Orden vom Horn) war ein ursprünglich jülich-bergischer, später kurpfälzischer und königlich-bayerischer Ritterorden und der protokollarisch höchste Orden des Königreichs Bayern. Er wird heute noch als Hausorden der Wittelsbacher verliehen.

## Geschichte
Der Hubertusorden wurde als weltlicher Ritterorden von Herzog Gerhard II. von Jülich-Berg zur Erinnerung an den Sieg in der Schlacht bei Linnich am Hubertustag (3. November) 1444 gestiftet. Dieser Sieg bestätigte dem Herzog seinen Besitz gegen die Ansprüche seines Vetters Arnold von Geldern. Seinen Hauptsitz hatte der Orden zunächst in der Pfarrkirche zu Nideggen im Herzogtum Jülich-Berg.
Erst Gerhards Sohn Wilhelm gab dem Orden Statuten. Da die Ritter zunächst eine goldene Kette von Jagdhörnern trugen, wurde der Orden auch als Orden vom Horn bezeichnet. Als 1609 mit Johann Wilhelm I. von Jülich-Kleve-Berg dieses Geschlecht erlosch und Jülich-Berg an Pfalz-Neuburg fiel, geriet der Orden in Vergessenheit. Erst am 29. September 1708 rief Johann Wilhelm von Neuburg, in Personalunion auch Herzog von Jülich-Berg und Kurfürst von der Pfalz, in der bergischen Hauptstadt Düsseldorf den Orden feierlich wieder ins Leben zurück. Anlass war die Wiedererlangung der Erztruchsessenwürde (1706) sowie der früheren kurpfälzischen Territorien Oberpfalz und Cham durch die Kurpfalz. Mit Bestätigung und Erweiterung der Statuten durch  Kurfürst Karl Theodor wurde er 1744 zu einem kurpfälzischen Orden. König Maximillian I. von Bayern erhob ihn zum ersten und höchsten Orden des Königreichs Bayern.
Seit seiner Stiftung bestand er aus einer Klasse. Zwölf Grafen und Freiherrn sollten zu seinen Mitgliedern zählen. Souveräne, Mitglieder fürstlicher Familien und Ausländer konnten in unbeschränkter Zahl nach Belieben des Großmeisters zusätzlich aufgenommen werden.

## Ordensdekoration
Das Ordenszeichen besteht aus einem weißemaillierten, goldgeränderten Malteserkreuz mit einer goldenen Kugel auf jeder der acht Spitzen. Die Arme sind mit goldenen Flämmchen besät. In den Winkeln sind je drei goldene Strahlen angebracht und über dem Kreuz befindet sich die goldene Königskrone. Auf der Vorderseite zeigt das Medaillon auf grünem Grund die in Gold dargestellte Bekehrungsgeschichte des heiligen Hubertus. Der rote Reif, der das Medaillon einfasst, trägt in Perlen die niederfränkische Devise 
In traw vast (In Treue fest)
. Die Rückseite zeigt hingegen einen birnenförmigen Schild, in dessen Mitte auf rotem Grund ein goldener Reichsapfel mit dem Kreuz ruht und dessen weißemaillierte bandartige Einfassung die Inschrift 
In memoriam recuperatae dignitatis avitae 1708 (Zur Erinnerung der wiedererworbenen, angestammten Würde 1708)
trägt. Die Rückseite bezieht sich auf die Neustiftung und die „angestammte Würde“ des mit der Goldenen Bulle bestätigten Erzamts des Erztruchsess.
Das Ordensband ist rot mit je einem grünen Seitenstreifen.

## Staatswappen
Der Hubertusorden war einer der vier königlich bayerischen Orden, die im Staatswappen abgebildet waren.

Großes Wappen des Königreichs Bayern mit den Collanen der vier höchsten Orden (von oben nach unten):
1. Hubertusorden
2. Hausritterorden vom Heiligen Georg
3. Militär-Max-Joseph-Orden
4. Verdienstorden der Bayerischen Krone

## Abbildungen

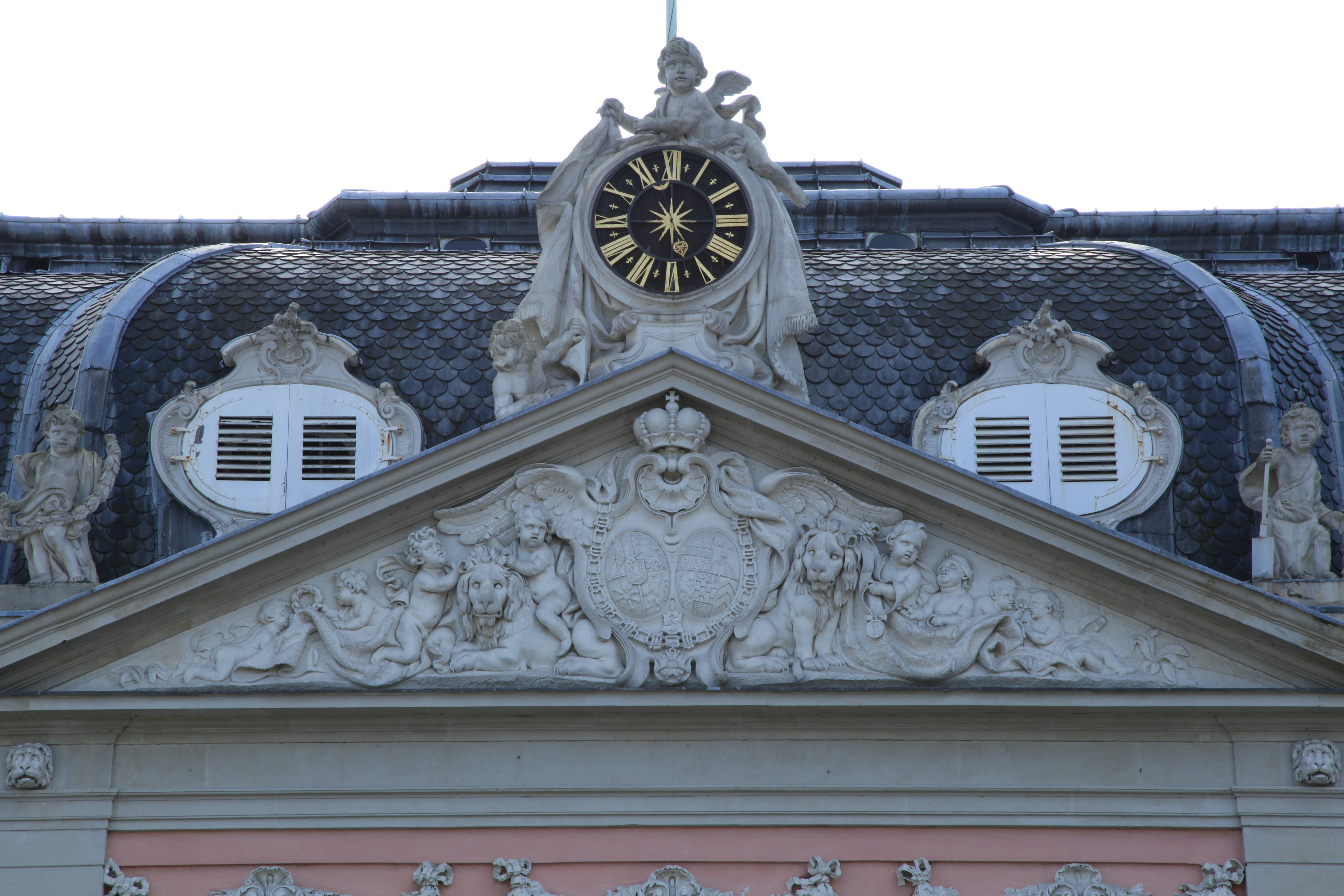
Allianzwappen mit Collane des Hubertusordens am Schloß Benrath

In einem Stuckrelief ist der Hubertusorden auf der Nordseite des Corps de Logis von Schloss Benrath abgebildet. Dort umgibt die Ordenskette das barocke kurfürstliche Allianzwappen im Giebelfeld.
Ebenso findet sich die Ordenskette am Treppenhauspavillon von Schloss Mannheim im großen Bronzewappen der Kurfürsten von der Pfalz. Es wurde von Gabriel Grupello für Kurfürst Johann Wilhelm geschaffen und befand sich an der Fassade von Schloss Bensberg, von wo es 1721 nach Mannheim gebracht wurde.

## Hubertusbuch
Das Hubertusbuch verbrannte 1945 bei dem amerikanischen Angriff auf Kloster Merten. In ihm waren alle Ordensmitglieder verzeichnet. Neben den Herzögen von Jülich-Kleve-Berg und anderem rheinischem Adel waren dort Herzöge aus Bayern und Pommern und ein Kurfürst aus Brandenburg mit Wappen und Unterschrift eingetragen.

## Verleihungszahlen
Aus den Akten des Ordensarchivs ergeben sich für die Zeit des Bayerischen Königreiches folgende Verleihungszahlen.
| Verleihung durch                            | Fürstliche | Gräfliche und freiherrliche Ritter | Gesamt |
| ------------------------------------------- | ---------- | ---------------------------------- | ------ |
| Maximilian I. Joseph (1806–1825)            | 94         | 55                                 | 149    |
| Ludwig I. (1825–1848)                       | 44         | 15                                 | 59     |
| Maximilian II. Joseph (1848–1864)           | 71         | 13                                 | 84     |
| Ludwig II. (1864–1886)                      | 58         | 8                                  | 66     |
| Prinzregent Luitpold von Bayern (1886–1912) | 114        | 48                                 | 162    |
| Ludwig III. (1912–1918)                     | 15         | 12                                 | 27     |
| Gesamt                                      | 396        | 151                                | 547    |

## Sonstiges
Da der Heilige Hubertus auch der Schutzpatron der Jagd und der Jäger ist, heißen mehrere Jagdorden Hubertusorden.